# Histoire du terme pharaon

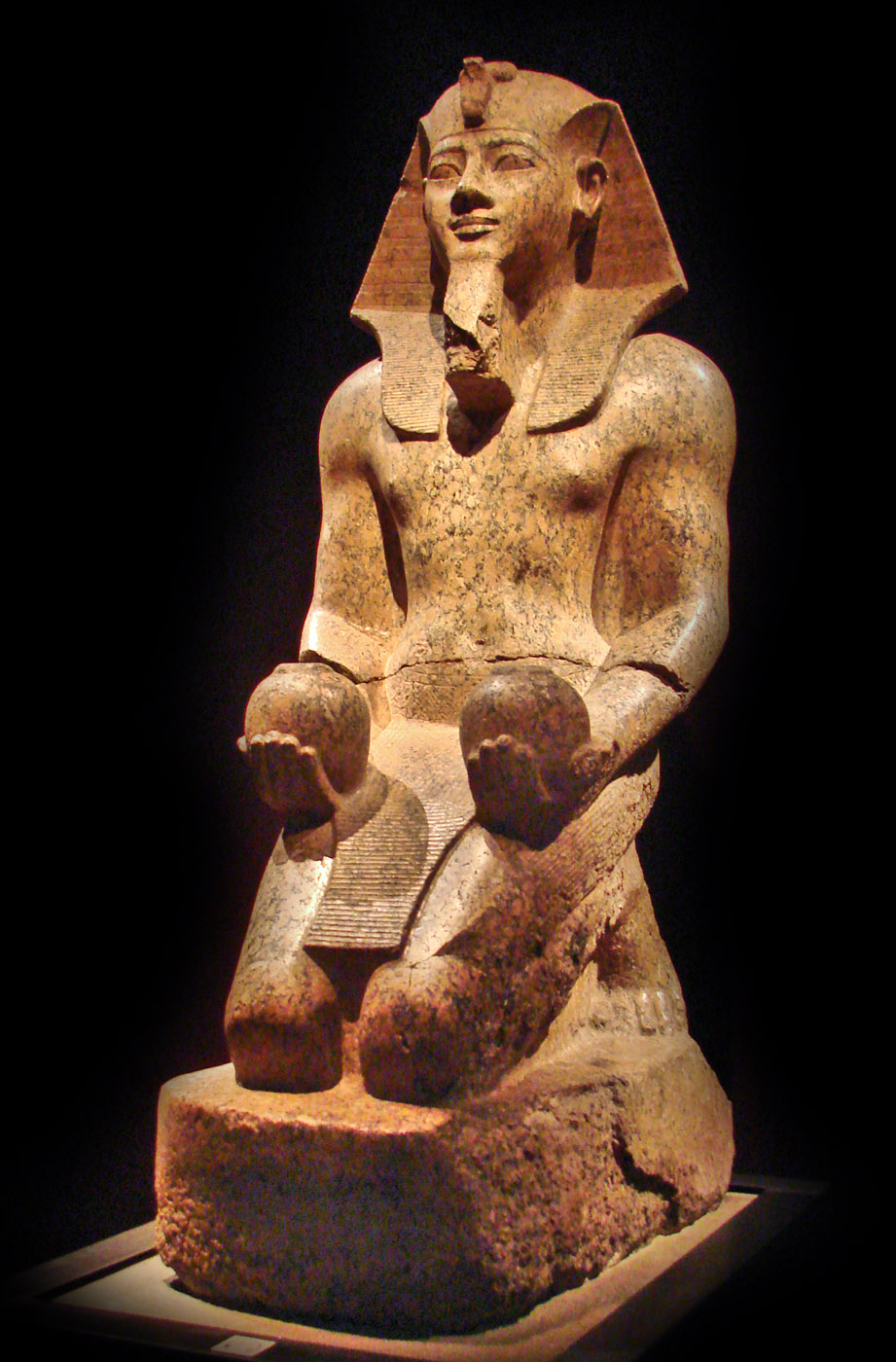
Le pharaon Amenhotep II faisant une offrande - XVIIIe dynastie - Musée égyptologique de Turin.

Le terme pharaon désigne les souverains d'Égypte durant l'Antiquité. Le pharaon était à la fois l'administrateur principal, le chef des armées, le premier magistrat et le prêtre suprême de l'Égypte antique. Il est le fils de Rê. Le mot, se fondant sur une expression égyptienne, est un emprunt biblique et n'a jamais servi de titre pour désigner les rois d'Égypte à leur époque et ne se rencontre d'ailleurs pas dans le protocole des souverains égyptiens.

## Étymologie

### Pharaon ou la «Grande Maison»
Le mot français « pharaon » provient du grec hellénistique φαραώ (pharaṓ), mot indéclinable introduit dans cette langue par la traduction de la Bible hébraïque par les Septante. Dans l'Ancien Testament, le mot פַּרְעֹה / par‘ōh désigne l'institution monarchique égyptienne plutôt qu'un souverain précis. Le mot hébreu est lui-même une transcription de l'égyptien ancien per-aâ (pr-ˁȝ en transcription scientifique) qui signifie littéralement « la Grande (aâ) Maison (per) » ou la « Grande Demeure ». Dans l'écriture hiéroglyphique, le terme pharaon s'écrit avec l'idéogramme de la maison et le phonogramme de la colonne en bois. La maison est figurée sous la forme d'un rectangle ouvert qui reprend le tracé des murs sur le sol.
Le terme de pharaon en tant que titre de roi n'apparaît pas à l'origine de l'Histoire. Durant l'Ancien Empire, l'expression Per-aâ désigne le palais où réside le souverain et où se tient sa cour. Sous le Moyen Empire, per-aâ désigne toujours le palais mais on y trouve accolé l'eulogie « vie, santé, force », généralement associée au nom personnel du souverain régnant. L'égyptologue française Christiane Desroches Noblecourt remarque qu'au milieu de la XVIIIe dynastie, sous les règnes simultanés de la reine Hatchepsout et de son neveu Thoutmôsis III, les scribes prennent l'habitude d'abréger leurs deux titulatures, l'une suivant toujours l'autre, par le mot pharaon afin de gagner de la place dans les textes. Plus tard, sous Akhenaton, une lettre diplomatique qui lui est adressée reprend cette pratique et l'on voit sa titulature être abrégée par le mot pharaon. Sous la XIXe dynastie, per-aâ est un synonyme moins courant du titre hem, qui signifie « serviteur » mais que les égyptologues traduisent généralement par « Majesté ». À partir de la Basse époque, pharaon devient un titre suivi du nom du roi. La première attestation connue de cette pratique remonte au règne de Siamon, l'avant-dernier souverain de la XXIe dynastie. Ainsi, dans une inscription des Annales des grands-prêtres d'Amon, gravée dans l'enceinte d'Amon-Rê à Karnak, la nomination d'un individu à la prêtrise est datée spécifiquement de l'an 17 du « pharaon Siamon ». Cette nouvelle pratique est poursuivie par Psousennès II et par les rois de la XXIIe dynastie. Dans le langage courant, par anachronisme, le titre de « pharaon » est donné à tous les rois égyptiens de l'Antiquité, même à ceux ayant vécu très antérieurement à la Basse époque où ce terme a été utilisé dans cette acception.

### Champ lexical du motper(maison)

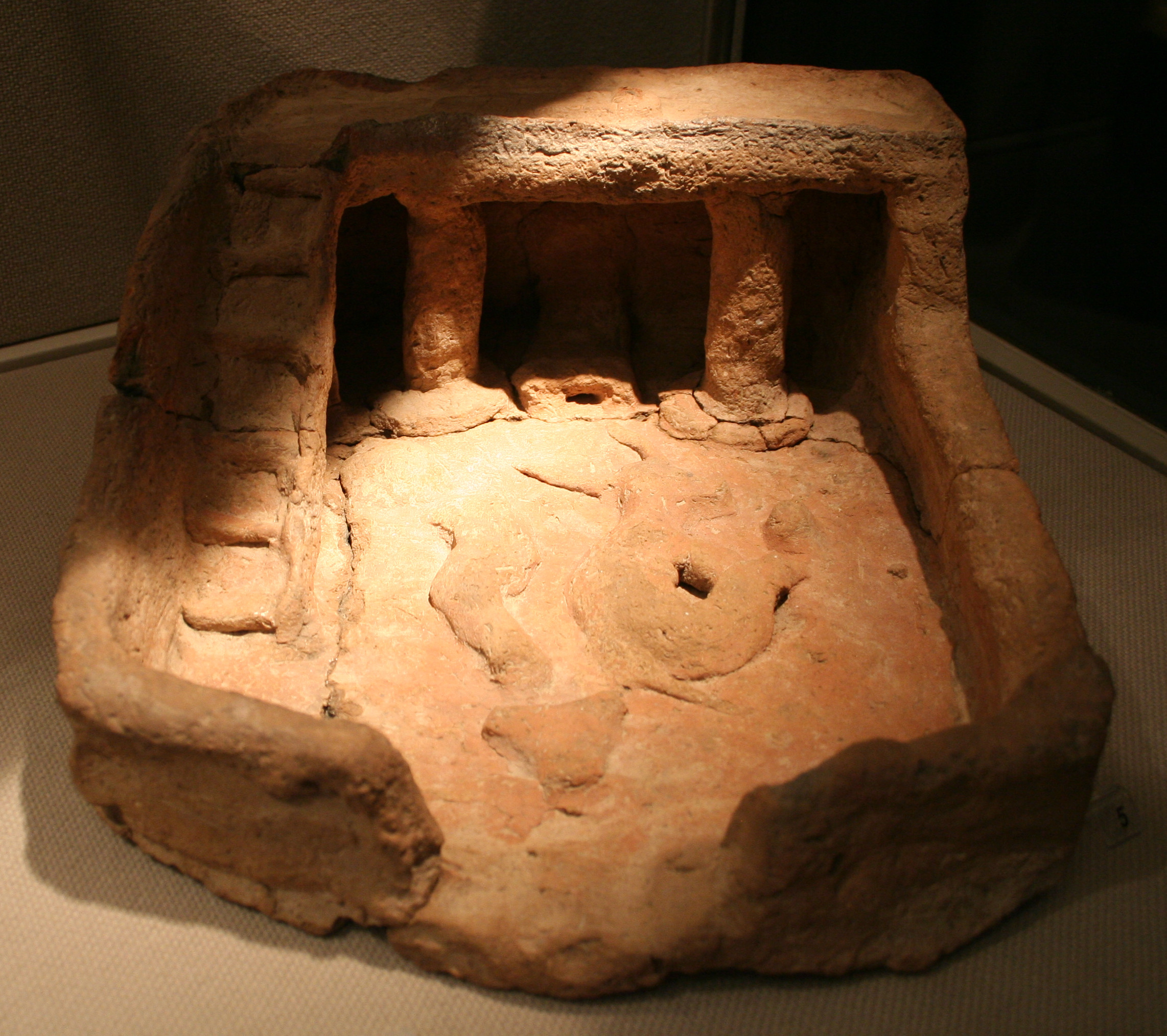
Maquette d'une maison égyptienne. Provenance inconnue. Musée égyptien de Leipzig.

Restituer le mot Per-aâ (pharaon) par « Grande Maison » revient à rester au stade de la traduction littérale. Ce mot à mot est généralement dépassé par le milieu égyptologique, pour lequel un phénomène de métonymie a fait que le palais a fini par désigner son occupant. Ce phénomène se retrouve d'ailleurs dans la culture contemporaine occidentale, où l'« Élysée » désigne fréquemment le président français, le « Kremlin » le président russe et la « Maison-Blanche » le président américain.
Le cas égyptien est un peu plus complexe. D'abord, Per-aâ n'est pas précisément le nom du palais royal, car plusieurs résidences royales sont attestées à travers le pays et les époques (Thèbes, Amarna, Licht, Memphis, Pi-Ramsès, Tanis). Toutes ces habitations royales portent un nom spécifique. Certaines dénominations sont fondées sur le prénom du monarque qui l'a faite édifier ou reflètent la beauté du lieu. Par exemple, le palais fondé par Hatchepsout près de Karnak s'appelle « Je ne m'éloignerai pas de lui ». Ensuite, d'autres mots génériques peuvent traduire le mot « palais » : khénou « résidence royale », per-nesou « maison du roi » ou setep-sâ « palais (lieu sous surveillance armée) ». Enfin, à l'instar d'un grand nombre de langues contemporaines, le mot égyptien « maison » peut, selon le contexte, dépasser la désignation d'un simple édifice habité. Le terme per peut signifier « maisonnée » (famille et domestiques) ou « domaine agricole », et le terme khénou peut aussi signifier « village », « pays » ou « patrie »,.
La géographie égyptienne est riche en toponymes fondés sur le mot per. Les plus célèbres localités sont Per-Bastet (Boubastis) « Maison de Bastet », Per-Ousir (Bousiris) « Maison d'Osiris », Per-Atoum (Pithôm) « Maison d'Atoum », Per-Ouadjyt (Bouto) « Maison de Ouadjet », Per-Hout-Hor (Aphroditopolis) « Maison de Hathor », Per-Ramessou-aâ-nekhtou (Pi-Ramsès) « Maison de Ramsès le victorieux », Per-Ramessou-mery-Amon (Pi-Ramsès) « Maison de Ramsès aimé d'Amon ». Dans la toponymie religieuse, le mot per est généralement accolé à un théonyme (nom d'une divinité),. Pour ces occurrences, le terme « maison » est à traduire par « temple », sachant que pour les Égyptiens, un temple est une habitation sacrée destinée à capter sur terre les puissances divines par l'intermédiaire de statues cultuelles.. L'acte de fondation de la ville d'Akhet-Aton (Amarna) par le roi Akhenaton (XVIIIe dynastie) sur un terrain désertique permet de comprendre que le pays égyptien appartient d'abord aux dieux et aux ancêtres royaux : « C'est Aton, mon père, qui m'a conseillé à ce sujet, afin qu'Akhet-Aton soit réalisé pour lui. Voyez, je ne l'ai pas trouvée ornée de chapelles, creusée de tombes ou couvertes de […lacune…]. Voyez, c'est Pharaon — qu'il vive, prospère et soit en bonne santé — qui l'a trouvée, alors qu'elle n'appartenait à aucun dieu, ni à aucune déesse, à aucun souverain, ni à aucune souveraine, à personne qui y ferait ses affaires ».
Dépositaire de la cohésion de toutes les maisons, à savoir toutes les institutions (familles, domaines, villages, villes, temples), le roi d'Égypte est « Pharaon », c'est-à-dire la Grande-Maison, au sens de « celui qui est chargé de la plus grande des maisons (institutions) », c'est-à-dire le représentant du peuple égyptien vis-à-vis des dieux, des étrangers, des vivants et des ancêtres défunts.

## «Pharaon» dans la Bible
Dans la Bible, le mot פַּרְעֹה / par‘ōh désigne plutôt l'institution qu'un monarque précis. Il y a deux pharaons, ou rois d'Égypte, dans la Genèse : celui qu'Abraham rencontre, quand il descend en Égypte avec son épouse, et celui que rencontrent Joseph et ses frères. On en trouve également deux dans l'Exode : celui de la naissance et du mariage de Moïse — qui meurt au verset 2, 23 — puis celui de la sortie d’Égypte emmenée par le même Moïse. Un Pharaon apparaît également dans les Livres des Rois, du temps de Salomon, qui épouse sa fille. Dans le Deuxième Livre des Rois (23, 29-35) et dans le Livre de Jérémie (46, 2), le « Pharaon Neco » est nommé. Il est identifié avec Nékao II. 
Flavius Josèphe écrit à ce sujet :

« D'aucuns se seront demandé pourquoi tous les rois égyptiens, depuis Minaeos (Ménès), le fondateur de Memphis, qui précéda de beaucoup d'années notre ancêtre Abraham, jusqu'à Salomon, dans un intervalle de plus de treize cents ans, ont été appelés Pharaon (Pharaôthès) ; aussi ai-je jugé nécessaire, pour dissiper leur ignorance et éclaircir l'origine du nom, de dire ici que Pharaon chez les Égyptiens signifie roi. Je crois qu'à leur naissance ils recevaient d'autres noms, mais dès qu'ils devenaient rois, on leur donnait le titre qui désigne leur puissance dans la langue nationale. C'est ainsi que les rois d'Alexandrie, d'abord appelés d'autres noms, recevaient à leur avènement au trône le nom de Ptolémée, d'après celui du premier roi. De même, les empereurs romains, après avoir porté d'autres noms de naissance, sont appelés César, titre qu'ils tiennent de leur primauté et de leur rang, et abandonnent les noms que leur ont donnés leurs pères. Voilà pourquoi, je suppose, Hérodote d'Halicarnasse, quand il raconte qu'après Minœos, le fondateur de Memphis, il y eut trois cent trente rois d'Égypte, n'indique pas leurs noms, parce qu'ils s'appelaient du nom générique de Pharaon. »

— Flavius Josèphe, Antiquités judaïques, livre VIII, chap. VI, § 155-159.

## «Pharaon» et Champollion
Charles Rollin publia en 1730 son Histoire ancienne où les souverains de l'Égypte y sont des rois. Le mot pharaon est également absent dans l'œuvre monumentale des savants de Bonaparte, la Description de l'Égypte parue en 1821. Pour L.-P. de Ségur, Pharaon est un roi égyptien qui donna sa fille en mariage à Salomon, roi d'Israël.
Au XVIIIe siècle, Pharaon était signalé par le consul de Louis XIV en Égypte comme étant un terme injurieux. H. Fischer rapporte que c'est encore un terme méprisant pour les Égyptiens de notre époque, un équivalent de « diable ». Le mot est utilisé depuis au moins le XVIe siècle dans le surnom de l'ichneumon, rat des pharaons.
Une recherche dans les livres publiés en France, avant le début du XVIIIe siècle, montre que le terme pharaon a uniquement été utilisé dans des contextes d'inspiration biblique. En français, pharaon était donc confiné aux textes inspirés de thèmes religieux. Dans tout autre texte, le souverain de l'Égypte était un roi.
Jean-François Champollion fut le premier à se servir du mot en dehors du contexte biblique. Depuis la publication en 1814 de L'Égypte sous les Pharaons, « Pharaon » est utilisé par les auteurs comme titre des rois d'Égypte. En 1822, dans la Lettre à Monsieur Dacier, c'est « roi » qui est utilisé. Il ne trouvera toutefois jamais l’équivalence entre per-aâ et pharaon, mais il reprend l'utilisation de pharaon après 1822. Champollion ne donna jamais d'explication pour l'emploi de ce barbarisme.

## Emploi de «pharaon» chez les Égyptiens de l'époque dynastique
En 1856, Emmanuel de Rougé proposa une réponse satisfaisante où pharaon vient du mot égyptien pour désigner le palais gouvernemental (pr-ˁȝ). À partir d'Akhenaton, Pharaon en écriture hiéroglyphique sert à désigner le roi. Ne manquant pas de titres et de désignations, pour quels motifs Akhenaton a-t-il utilisé Pharaon pour se désigner, cela demeure un mystère. Ce peut être par complaisance envers l'armée, la prêtrise et l'administration qui utilisaient déjà ce mot dans leurs propres titres ou bien a-t-il vu dans pr-ˁȝ le point de départ de son enseignement religieux, de son rayonnement.
Les Égyptiens rapprochaient les mots ayant les mêmes consonnes ; ils y voyaient là l'écho sonore de l'énergie essentielle qui suscita l'univers. Pharaon (pr-ˁȝ) et Le Dieu Soleil (pȝ rˁ) ont les mêmes consonnes, le mot soleil Ra se trouve au milieu de pr-ˁȝ, c'est peut-être là que se trouve la réponse. Les lettres d'Amarna en témoignent, les vassaux d'Akhenaton l'appelaient « mon soleil ». Nous retrouvons là les propositions d'Ippolito Rosellini et d'Emmanuel de Rougé pour l'origine de pharaon.
Pendant tout le Nouvel Empire la désignation Pharaon n'est jamais suivie du nom du souverain, c'est une alternative moins employée de majesté.
Christiane Desroches Noblecourt fait remonter la première attestation de per-aâ au sens de « pharaon » à l'an XII du règne conjoint de la reine Hatchepsout-Maâtkaré et de son neveu, Thoutmôsis III-Menkhéperrê. Elle serait ensuite employée pour désigner Thoutmôsis seul. Pour d'autres égyptologues, cette attestation remonterait à l'époque de Ramsès II ou de Ramsès III[réf. nécessaire].
Pendant la Troisième Période intermédiaire et la Basse époque, les rois sont étrangers ou vassaux et certains ne parlent pas l'égyptien. À cette époque, « pharaon » est associé occasionnellement au nom de naissance du roi. Le premier sera Siamon, suivi de Sheshonq Ier à titre posthume. L'égyptien démotique prend naissance, « pharaon » devient le mot pour dire « le roi » (beaucoup d'historiens préfèrent assimiler le titre de Pharaon à celui d'empereur ce qui, semble-t-il, correspond mieux à la réalité), le mot « pharaonne » (le titre de grande épouse royale) est inventé pour désigner la reine son épouse.
Pendant la période des Ptolémées, le souverain est surtout un basileus. Ptolémée II voulait que ses tribunaux connaissent les lois régissant les différents groupes ethniques de son royaume, pour les juger selon leurs coutumes. À sa demande, les juifs d'Égypte traduisent en grec leurs lois et auraient introduit à cette époque le mot Pharao dans cette langue à partir de l'hébreu. C'est ce mot Pharao qui deviendra Pharaon en français en passant par le latin.
Les souverains romains, à qui l'Égypte appartenait en propre, furent représentés par un préfet et de ce fait reçurent le nom de Pharaon dans leur titulature. Ce nom, déterminé par les prêtres égyptiens, était le plus approprié pour définir leur programme de règne qui était laissé à l'initiative de l'institution impériale locale, dont le responsable changeait souvent et résidait au palais gouvernemental.
Développé au IIIe siècle de notre ère, le copte est la dernière forme de l'écriture égyptienne. Le mot pour roi y est (p)rro, le mot pour pharaon est pharaw ; l'utilisation de ces deux mots dans un même texte démontre que les Égyptiens n'en connaissaient plus l'origine commune.